# Вавић
Вавић је српско презиме. Значајни људи са овим презименом су:
- Јован Вавић (рођен 1961. или 1962.), југословенски ватерполо тренер
- Марко Вавић (1999), амерички ватерполиста